# 스탈리언 라구나 FC
스탈리언 라구나 FC(영어: Stallion Laguna Football Club)는 비냔을 연고지로 하는 필리핀의 축구단이다. 현재 필리핀 풋볼 리그에 참가하고 있다.

## 우승
- 유나이티드 풋볼 리그 (필리핀): 2013
- UFL컵: 2012

## 선수 명단

### 현역
- 크레이그 보낭켄(2023 ~ )
- 그리핀 맥다니엘(2020 ~ )